# Thingbæk Kalkminer
Thingbæk Kalkminer er et nu nedlagt mineområde til brydning af kalk under Rold Skov, Nordjylland ikke langt fra landsbyerne Rebild, Gravlev og Oplev. Minerne fungerer i dag som turistattraktion.
Minerne, som er en del af Rebildcentret, blev erhvervet af billedhuggeren Anders Bundgaard i 1905. I 1926 startede sønnen Christian Bundgaard en egentlig kalkminedrift i Thingbæk. Minedriften ophørte dog grundet manglende rentabilitet sidst i 1940'erne/først i 1950'erne. Der har været åbent for besøgende siden 1935, og huser desuden Bundgaards Museum. Her opstillede Anders Bundgaard en række gipsmodeller i gangene, bl.a. Cimbrertyren. Desuden er også en række værker af kollegaen Carl Johan Bonnesen udstillet.
Som andre tilbageværende kalkgruber har Thingbæk Kalkminer en stor fast overvintrende bestand af flagermus. Efterhånden som overvintringspladser for flagermus i naturen forsvinder, bliver disse miner mere og mere vigtige for flagermusarternes overlevelse i Danmark.
Kalken er skubbet op til jordoverfladen ved en saltdiapirs bevægelser i undergrunden, på samme måde som det er sket ved f.eks. Mønsted Kalkgruber og Daugbjerg Kalkgruber.

## Ulykke 1988
Den 16. juli 1988 skete en ulykke hvor en del af minen styrtede sammen og tre personer omkom.

## Ekstern henvisning
- Wikimedia Commons har flere filer relateret til Thingbæk Kalkminer
- Rebildcentret Arkiveret 26. november 2013 hos  Wayback Machine

56°49′55.16″N 9°48′42.67″Ø / 56.8319889°N 9.8118528°Ø